# کلید زمان‌دار

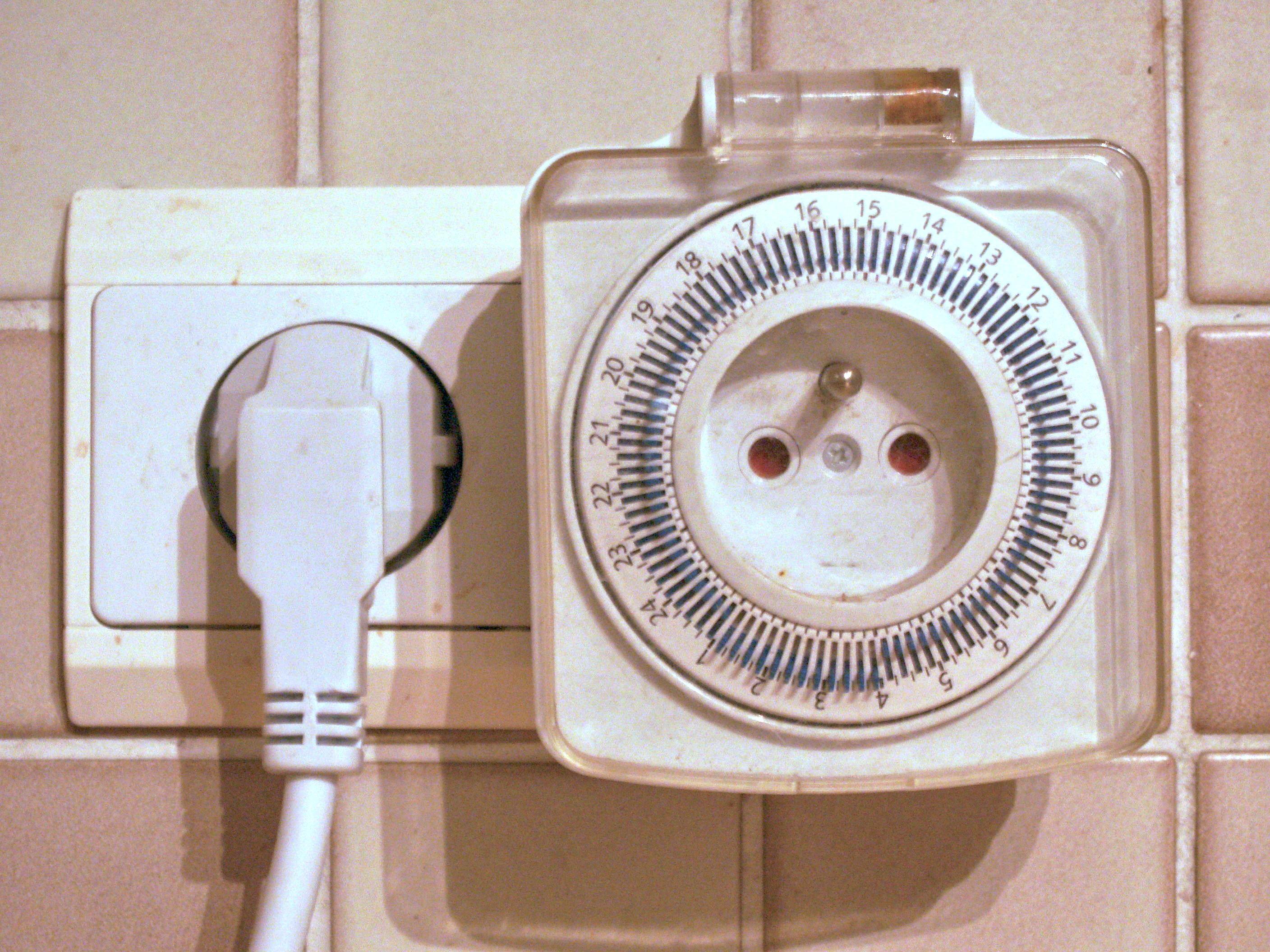
یک سوئیچ زمان‌دارالکترومکانیکی که دوشاخه و پریز برق در آن تعبیه شده است.

کلید زمان‌دار (انگلیسی: Time switch) یا سوئیچ تایمر، گونه‌ای زمان‌سنج است، که در تجهیزات الکتریکی وظیفه کلید قطع و وصل جریان برق را در مدار آن‌ها برعهده دارد و به وسیلهٔ مکانیسم زمانی کنترل می‌شود.

## نگارخانه

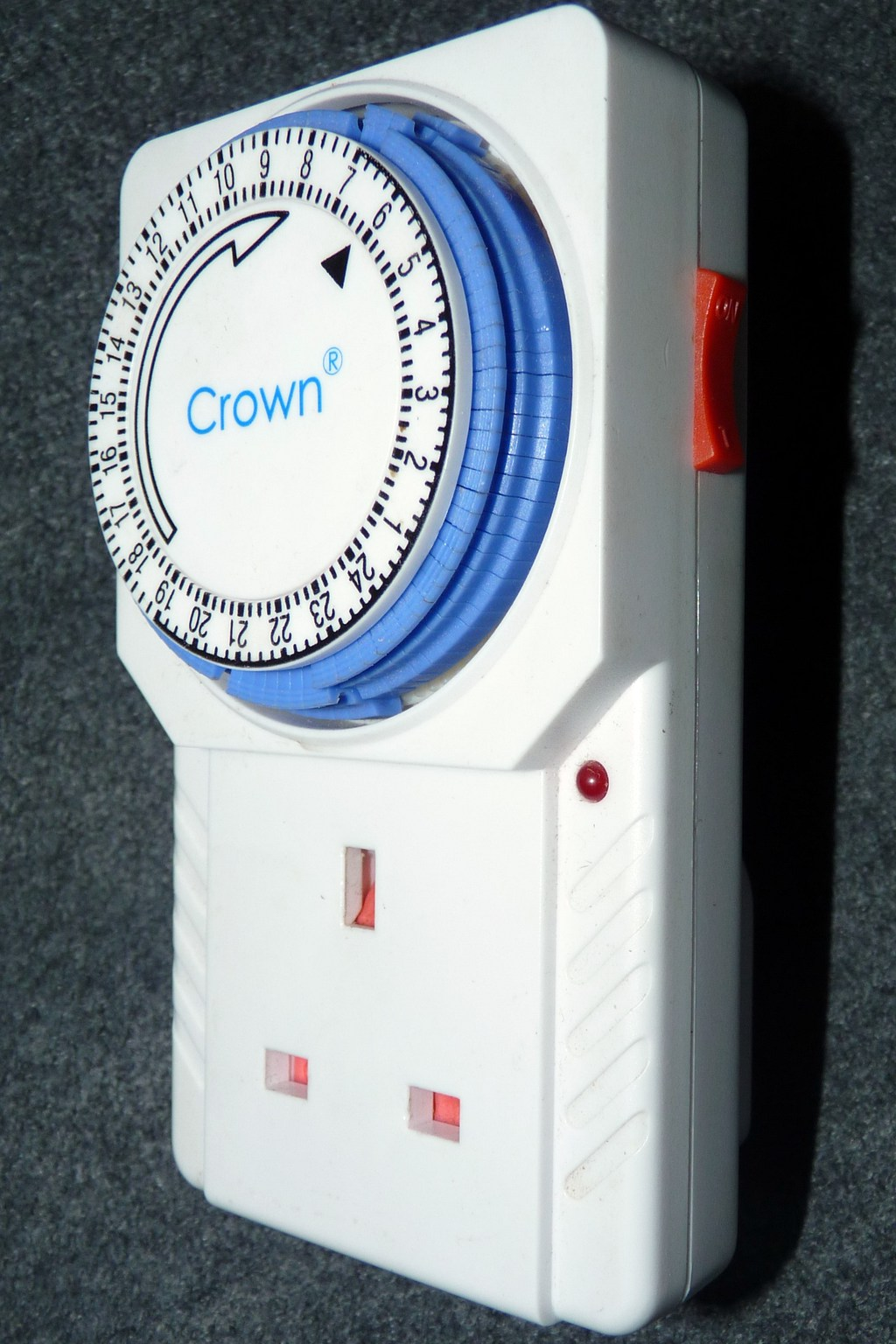
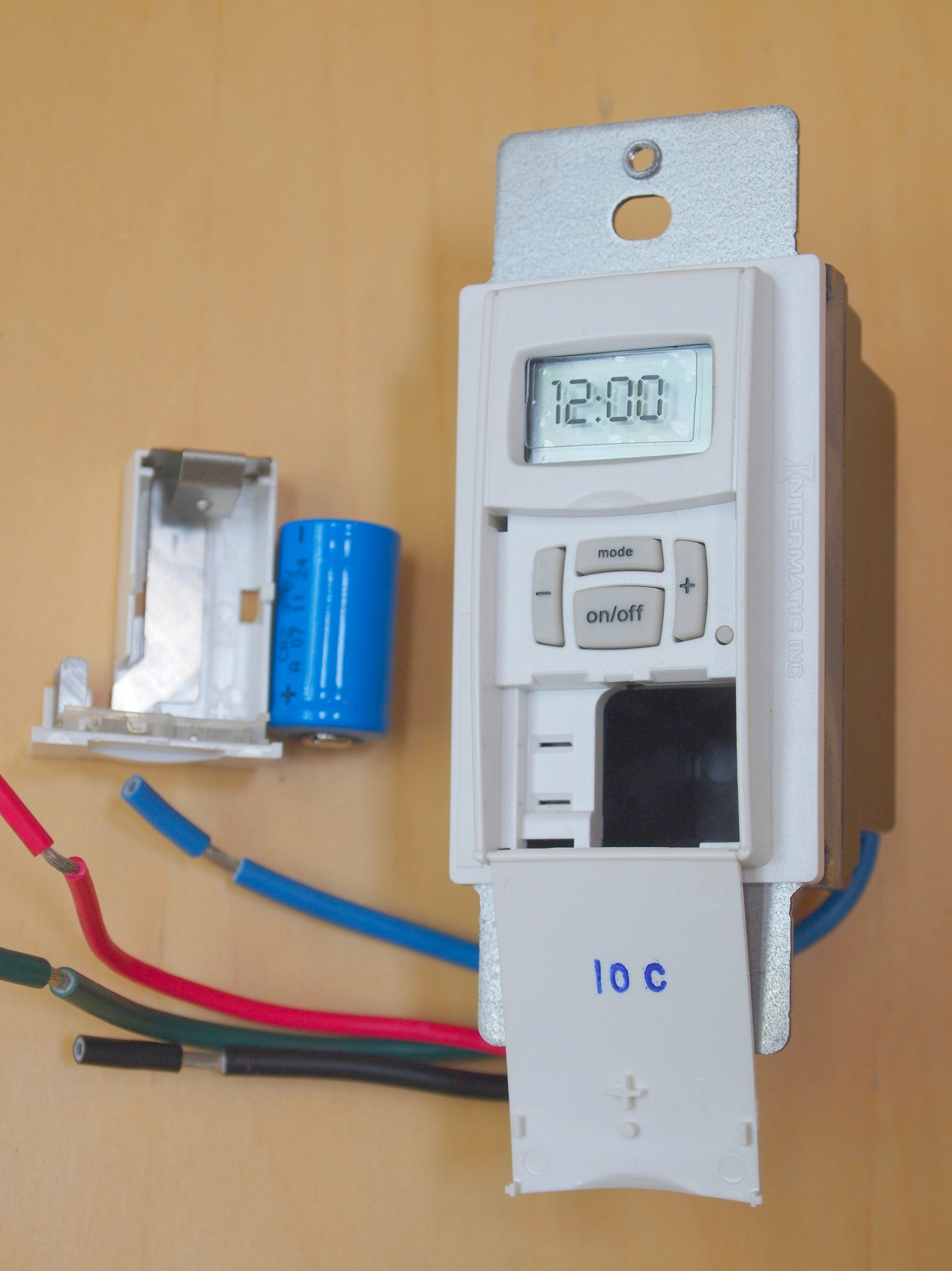